# Мусаєв Руслан Карамович
Руслан Карамович Мусаєв (азерб. Ruslan Kərəm oğlu Musayev; нар. 11 травня 1979) — азербайджанський футболіст, півзахисник. Виступав за національну збірну Азербайджану.

## Життєпис
Почав дорослу футбольну кар'єру у 17-річному віці у складі юнацької збірної Азербайджану, яка на той час грала у вищому дивізіоні своєї країни як клуб. в юні роки нетривалий період часу грав за клуби вищого дивізіону Естонії — «Лелле» та «Тулевік», всього зіграв 10 матчів та відзначився 2-ма голами у вищій лізі, а в складі «Лелле» відзначився 9-ма голами у 9 матчах перехідного турніру між клубами вищого та першого дивізіону. Також провів два матчі у найвищому дивізіоні Ісландії за «Акранес».
Після повернення на батьківщину близько трьох років виступав за клуб «Шафа», у складі якого в сезоні 2000/01 років став володарем Кубку Азербайджану. По ходу сезону 2001/02 років перейшов до армійського клубу МОІК. 2002 року, коли чемпіонат Азербайджану був припинений через конфлікт між клубами та федерацією, футболіст нетривалий період часу грав у другому дивізіоні Росії за «Терек».
У сезоні 2003/04 років починав грати за «Шафу», але пізніше перейшов у «Карабах» (Агдам), з яким виборов бронзові нагороди. Провів два роки в «Карабаху», а на початку 2006 року перейшов до «Баку», з яким став чемпіоном Азербайджану 2005/06, але у чемпіонському сезоні зіграв лише 5 матчів. У сезоні 2006/07 років виступав за «Олімпік» (Баку) та «Сімург» (Закатала), а свій останній сезон на найвищому рівні відіграв у складі аутсайдера «Гянджлабірлії».
Завершив професіональну кар'єру у віці 29 років. За іншими даними, у 2008 році також виступав у чемпіонаті Туркменістану за «Небітчі».
У національній збірній Азербайджану дебютував у неповні 18 років, 1 березня 1997 року в товариському матчі проти Естонії, замінивши на 80-й хвилині В'ячеслава Личкіна. Півроку по тому, 11 жовтня 1997 року, у відбірному матчі чемпіонату світу проти Швейцарії вперше вийшов у стартовому складі. Загалом у 1997—2004 роках провів 30 матчів за збірну. Також зіграв один неофіційний матч — 2002 року проти олімпійської збірної Ірану.

## Статистика виступів

### У збірній
| національна збірна Азербайджану | національна збірна Азербайджану | національна збірна Азербайджану |
| Рік                             | Матчі                           | Голи                            |
| ------------------------------- | ------------------------------- | ------------------------------- |
| 1997                            | 6                               | 0                               |
| 1998                            | 5                               | 0                               |
| 1999                            | 0                               | 0                               |
| 2000                            | 5                               | 0                               |
| 2001                            | 1                               | 0                               |
| 2002                            | 2                               | 0                               |
| 2003                            | 7                               | 0                               |
| 2004                            | 4                               | 0                               |
| Загалом                         | 30                              | 0                               |